# The Press of Atlantic City
The Press of Atlantic City (рус. Пресс Атлантик-Сити) — вторая по объёму тиража ежедневная газета в Нью-Джерси, США. Базирующаяся в Плезантвилле, это основная газета юго-востока Нью-Джерси и побережья Джерси. Медиа-рынок газеты покрывает территорию от Уэртауна в южном округе Ошен (от съезда 69 на Гарден-Стейт-Парквей) до Кейп-Мей (съезд 0). Он также достигает западного округа Камберленд. Ежедневный тираж газеты составляет 72 846 экземпляров в печатном и цифровом виде, а воскресный — 95 626 экземпляров. В 2014 году типография газеты в Плезантвилле была закрыта, и печать была передана на внешний подряд на одно из предприятий в Фрихолде. Эта типография (принадлежащая Gannett Company) закрылась в 2017 году. По состоянию на начало 2021 года б́ольшая часть типографских и производственных операций Нью-Джерси была сосредоточена на заводе компании Gannett в Рокавей.
Освещение в основном сосредоточено на местных и региональных новостях, при этом ограниченное количество государственных, национальных и международных новостей появляется на странице Nation & World в разделе Money на странице D3. The Press of Atlantic City также публикует различные тематические материалы, в том числе At The Shore — путеводитель по развлечениям в регионе. Представленный в таблоидном формате, он появляется в газете каждый четверг, а дополнительные 20 000 — 40 000 экземпляров выпуска распространяются в основных туристических местах в течение всего года. Среди других специализированных нишевых изданий: журнал для новобрачных Bliss, который выходит дважды в год; Real Estate Monthly — ежемесячник о недвижимости; Summer Fun — о летних развлечениях; путеводители The Atlantic County Living Guide и The Cape May County Living Guide и многие другие. Два фирменных издания газеты — Press Extra и Sunday Saver, очень ограниченно освещают события региона.
Поскольку The Press of Atlantic City фокусируется на местной проблематике, с акцентом на местные и школьные мероприятия, в частности спортивным состязаниям в старших классах, другие ежедневные газеты также популярны в районе Нью-Джерси. К ним относятся The Philadelphia Inquirer, Asbury Park Press, Courier-Post из Черри-Хилл и Daily Journal (Вайнленд).

## История
Газета была основана в 1895 году Уолтером Эджем под названием Atlantic City Daily Press. В 1930 году название газеты было изменено на Atlantic City Press, а в 1971 году название было изменено на The Press. В 1988 году название газеты было вновь изменено на The Press of Atlantic City, которое используется поныне.
В период с 1951 по 2013 годы газетой The Press of Atlantic City владела частная холдинговая компания Abarta, расположенная в Питтсбурге и известная в Пенсильвании деятельностью по розливу «Кока-колы», а также нефтегазовым операциям. 14 января 2013 года должностные лица Abarta объявили, что продают газету, чтобы сосредоточиться на другой деятельности. 18 июля 2013 года было подписано соглашение о покупке активов на сумму 9,6 миллиона долларов, а 11 августа 2013 года газета перешла в полную собственность BH Media Group, дочерней компании Berkshire Hathaway Уоррена Баффетта.
В 2014 году BH Media купила газеты Current и Gazette. В 2015 году BH Media купила газету Atlantic City Weekly.
В конце января 2020 года стало известно о решении Berkshire Hathaway Inc. продать издающий 30 газет и более 49 еженедельных изданий (в том числе The Press of Atlantic City) медиахолдинг BH Media Group компании Lee Enterprises Inc. за 140 миллионов долларов.

## Издания и стоимость подписки
The Press of Atlantic City доступна в нескольких форматах. Он публикуется в печатном виде и в нескольких цифровых форматах. В мае 2013 года газета перешла от традиционной бизнес-модели раздельной платной подписки на печатные и цифровые издания и создала All Access Passes, который даёт читателям доступ к новостям на всех доступных платформах по одной цене. Текущие тарифы варьируются от 16,50 долларов в месяц за полный цифровой доступ с доставкой на дом в воскресенье или без доставки, до 23,50 долларов за семидневную доставку на дом в печатном виде плюс полный цифровой доступ. Стоимость печатной версии составляет 1 доллар за ежедневный выпуск и 2 доллара за воскресный выпуск.
15 октября 2011 года официальный веб-сайт издания стал веб-сайтом с платным контентом и первым сайтом ежедневной газеты в Нью-Джерси, запросившим оплату за доступ к цифровому контенту. Он также доступен в виде реплики электронного издания, которая позволяет увидеть газету в том виде, в каком она появляется в печати, наряду с технологией перелистывания страниц и ссылками.